# روجر إيست (حكم)
روجر إيست (مواليد 12 مايو 1965) هو حكم كرة قدم إنجليزي محترف سابق، أصبح مسؤولاً بشكل أساسي في الدوري الإنجليزي الممتاز. كان مرتبطاً بجمعية ويلتشير لكرة القدم.

## مهنته
كان إيست مدرجاً على القائمة الوطنية لحكام كرة القدم منذ عام 2006. في عام 2006 بناءً على طلب اتحاد كرة القدم، سافر إلى ليبيا ليكون حكماً في مباراة ديربي طرابلس بين الاتحاد والأهلي. كان سابقاً حكماً مساعداً في نهائي كأس الاتحاد الانجليزي 2004 ودرع الاتحاد الانجليزي لكرة القدم 2006.
كان الحكم في نهائي دورة كرة القدم الأول لعام 2012 بين شيفيلد يونايتد وهدرسفيلد تاون وأدار أول مباراة له في الدوري الانجليزي الممتاز في 2 سبتمير في مباراة بين سوانزي سيتي وسندرلاند، كما كان الحكم في المباراة الفاصلة في البطولة مع نورويتش سيتي وإيبسويتش تاون في عام 2015.
أصبح إيست عضواً في (مجموعة سيليكت) من حكام الدوري الانجليزي الممتاز لموسم 2013-14. تقاعد في نهاية موسم 2018-19.